# محطة قطار سيدي يحيى
محطة سيدي يحيى هي محطة قطار جزائرية تقع في إقليم بلدية العوينات بولاية تبسة.

## الموقع في السكك الحديدية
تقع محطة سيدي يحيى جنوب بلدية العوينات على خط عنابة – جبل العنق. تسبقها محطة العوينات وتتبعها محطة مرسط. بالإضافة إلى ذلك، تعتبر المحطة نقطة التقاء مع خط من عين مليلة إلى العوينات [الفرنسية]
 .

## خدمة الركاب

### الخدمة
تخدم محطة سيدي يحيى قطارات المسافات الطويلة على خط الجزائر – تبسة.